# Селиверстова, Ольга Николаевна
О́льга Никола́евна Селиве́рстова (17 октября 1934, Москва — 9 мая 2001, там же) — советский и российский лингвист, доктор филологических наук, профессор. Труды по общей семантике, семантике служебных слов и местоимений, актуальному членению предложения, английской и русской лексикологии.

## Биография
Кандидатская диссертация «Опыт семантического анализа слов типа 'все', 'all' и типа 'кто-нибудь', 'some' в русском и английском языках» (1965). С 1966 года — в секторе германских языков Института языкознания АН СССР. Докторская диссертация «Экзистенциальность и посессивность в языке и речи» (1983). Организатор и руководитель семинара по экспериментальной семантике в Институте языкознания РАН; руководитель российско-французского проекта по описанию служебных слов в русском языке (1996—2001). Читала лекции по приглашению в ряде европейских университетов (во Франции и в Италии).

## Вклад в науку
Общее число публикаций О. Н. Селиверстовой сравнительно невелико, но её вклад в развитие российских семантических исследований весьма значителен. Основной областью её научных интересов была лексическая семантика и семантика служебных слов. В ранних работах использовала методику компонентного анализа, развивая которую выработала собственный подход к описанию семантики многозначных слов. В этом подходе, который сама О. Н. Селиверстова чаще всего называла «экспериментальной семантикой», подчёркивая его ориентацию на методологию естественных наук, наибольшее внимание уделялось процедурам проверки корректности семантических описаний (в том числе путём опроса информантов) и проблемам соотношения значения и действительности. В поздних работах, посвящённых преимущественно семантическому анализу пространственных предлогов, проявляла интерес к когнитивной лингвистике, с некоторыми положениями которой её взгляды сближались.
В целом подход О. Н. Селиверстовой — один из самых оригинальных и независимых в отечественной лингвистике 1960—1990 годов. В ряде работ О. Н. Селиверстовой удалось установить приоритет в постановке проблем, впоследствии признанных центральными для теоретической семантики и вызвавшим оживлённую полемику: такова работа 1964 года о семантическом анализе неопределённых местоимений, работа 1982 года об основаниях семантической классификации предикатов (в сборнике на ту же тему, изданном по инициативе О. Н. Селиверстовой и под её редакцией), и др. Её наиболее известные труды переизданы посмертно в 2004 году.

## Основные публикации
- Опыт семантического анализа слов типа 'все' и типа 'кто-нибудь' // Вопросы языкознания, 1964, № 4.
- Компонентный анализ многозначных слов (на материале некоторых русских глаголов). М., 1975 (также в избранном 2004 г.).
- Некоторые типы семантических гипотез и их верификация // Гипотеза в современной лингвистике. М., 1980, 262—318 (также в избранном 2004 г.).
- Опыт семантического анализа группы русских и английских глаголов с общим компонентом «излучать свет». // Актуальные проблемы психологии речи и психологии обучения языку. М., 1970.
- Второй вариант классификационной сетки и описание некоторых предикативных типов русского языка // Семантические типы предикатов. М., 1982, 86—157.
- Местоимения в языке и речи. М., 1988 (также в избранном 2004 г.).
- Контрастивная синтаксическая семантика (опыт описания). М., 1990 (также в избранном 2004 г.).
- (в соавторстве с Т. Н. Маляр) Пространственно-дистанционные предлоги и наречия в русском и английском языках. Мюнхен, 1998 (также в избранном 2004 г.).
- Труды по семантике. М., 2004.